# Rhizomyides
Rhizomyides é um gênero extinto de roedores da família Spalacidae.

## Espécies
- Rhizomyides mirzadi (Lang e Lavocat 1968)
- Rhizomyides saketiensis
- Rhizomyides punjabiensis